# S5 0014+81
S5 0014+81 — далёкий компактный сверхъяркий блазар с широкими линиями поглощения, расположенный вблизи северного полюса мира.

## Характеристики
S5 0014+81 является один из самых ярких известных блазаров. Общая светимость превышает 1041 Вт, что равно примерно 3·1014 светимостям Солнца.
Блазар является очень сильным источником излучения. Находясь на расстоянии, на котором его красное смещение сходно с красным смещением звёзд, его трудно отличить с помощью стандартного спектроскопического и фотометрического красного смещения. 
Радиус Шварцшильда составляет 118,35 миллиардов километров. Диаметр горизонта событий этой чёрной дыры 236,7 млрд км, или около 1 600 астрономических единиц.
Однако, есть некоторые проблемы:
- Использован был косвенный метод расчёта, а не оценка Кеплеровой орбиты. Но, в связи со светимостью квазара, этот метод использовать невозможно;
- Используемый спектр фактически представляет собой длинный спектр, не учитывающий наблюдаемые параметры;
- Квазар окружён большим аккреционным диском, его яркость составляет 40 % от своей Эддингтоновской светимости, благодаря которой давление излучения достаточно велико, чтобы оторвать диск от гравитационного воздействия центральной чёрной дыры, поэтому наблюдаемые характеристики неизвестны.[источник не указан 2239 дней].

## Исследования

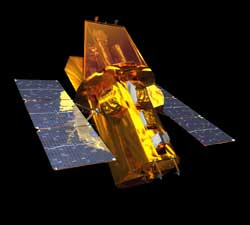
Космический аппарат Swift, которым пользуются астрономы для определения массы чёрной дыры S5 0014+81

В 2009 году группа астрономов, используя космический аппарат Swift, использовали светимость S5 0014+81, чтобы измерить массу центральной чёрной дыры. Центральная чёрная дыра в S5 0014+81 в 10 000 раз массивнее чёрной дыры в центре нашей Галактики. На момент обнаружения она была самой массивной чёрной дырой из когда-либо обнаруженных. Она более чем в шесть раз превышает массу чёрной дыры Messier 87, которая считалась крупнейшей чёрной дырой на протяжении почти 60 лет. 
Эта чёрная дыра начала существовать в самом начале развития Вселенной, всего через 1,6 млрд лет после большого взрыва.
Эволюционные модели, основанные на массе сверхмассивной чёрной дыры S5 0014 + 81 предсказывают, что она будет жить примерно 1,342×1099 лет, прежде чем рассеется излучением Хокинга. Тем не менее, она подвергается аккреции, поэтому для рассеивания может потребоваться ещё больше времени.